# Haltérophilie aux Jeux olympiques d'été de 2024 - Moins de 81 kg femmes
Navigation
Los Angeles 2028
L'épreuve des moins de 81 kg femmes en haltérophilie aux Jeux olympiques d'été de 2024 a lieu le 10 août au Paris Expo Porte de Versailles.
Il s'agit d'une nouvelle catégorie de poids à la suite de la suppression de deux catégories chez les femmes depuis l'édition précédente des Jeux à Tokyo.

## Records
Avant cette compétition, les records dans cette discipline étaient les suivants : 
| Record du monde | Épaulé-jeté | Liang Xiaomei (CHN) | 161 kg | Doha, Qatar | 12 décembre 2023 |
| Record du monde | Total       | Liang Xiaomei (CHN) | 284 kg | Doha, Qatar | 12 décembre 2023 |

## Médaillées
| Or                              | Argent           | Bronze                               |
| Solfrid Eila Amena Koanda (NOR) | Sara Ahmed (EGY) | Neisi Patricia Dajomes Barrera (ECU) |

## Résultats détaillés
| Rang                                | Athlète                        | Nation                        | Poids (kg) | Arraché (kg) | Arraché (kg) | Arraché (kg) | Arraché (kg) | Épaulé-jeté (kg) | Épaulé-jeté (kg) | Épaulé-jeté (kg) | Épaulé-jeté (kg) | Total  |
| Rang                                | Athlète                        | Nation                        | Poids (kg) | 1            | 2            | 3            | Résultat     | 1                | 2                | 3                | Résultat         | Total  |
| ----------------------------------- | ------------------------------ | ----------------------------- | ---------- | ------------ | ------------ | ------------ | ------------ | ---------------- | ---------------- | ---------------- | ---------------- | ------ |
| Médaille d'or, Jeux olympiques      | Solfrid Eila Amena Koanda      | Norvège                       | 81,00      | 117          | 121          | 124          | 121          | 148              | 154              | 162              | 154 OR           | 275 OR |
| Médaille d'argent, Jeux olympiques  | Sara Ahmed                     | Égypte                        | 81,00      | 113          | 117          | 119          | 117          | 146              | 151              | 155              | 151              | 268    |
| Médaille de bronze, Jeux olympiques | Neisi Patricia Dajomes Barrera | Équateur                      | 81,00      | 118          | 118          | 122          | 122          | 145              | 145              | 151              | 145              | 267    |
| 4                                   | Eileen Cikamatana              | Australie                     | 81,00      | 113          | 117          | 120          | 117          | 145              | 149              | 149              | 145              | 262    |
| 5                                   | Yudelina Mejia Peguero         | République dominicaine        | 81,00      | 111          | 111          | 115          | 111          | 145              | 150              | 157              | 145              | 256    |
| 6                                   | Suhyeon Kim                    | Corée du Sud                  | 81,00      | 110          | 110          | 113          | 110          | 140              | 147              | 147              | 140              | 250    |
| 7                                   | Laura Nascimento Amaro         | Brésil                        | 81,00      | 105          | 110          | 110          | 105          | 130              | 135              | 140              | 135              | 240    |
| 8                                   | Rigina Adashbaeva              | Ouzbékistan                   | 81,00      | 100          | 103          | 105          | 105          | 125              | 131              | 136              | 131              | 236    |
| 9                                   | Yekta Jamali Galeh             | Équipe olympique des réfugiés | 81,00      | 95           | 99           | 103          | 103          | 124              | 128              | 133              | 128              | 231    |
| 10                                  | Ankhtsetseg Munkhjantsan       | Mongolie                      | 81,00      | 100          | 106          | 108          | 100          | 120              | 125              | -                | 125              | 225    |
| 11                                  | Ajah Pritchard-Lolo            | Vanuatu                       | 81,00      | 85           | 89           | 92           | 89           | 103              | 108              | 112              | 108              | 197    |
| -                                   | Ayamey Damiana Medina Roca     | Cuba                          | 81,00      | 96           | 100          | 103          | 100          | 120              | 120              | -                | -                | -      |
| -                                   | Weronika Zielinska             | Pologne                       | 81,00      | 106          | 106          | 107          | -            | -                | -                | -                | -                | -      |